# ヴィリンゲン (ウプラント)
ヴィリンゲン (ドイツ語: Willingen) は、ドイツ連邦共和国ヘッセン州ヴァルデック＝フランケンベルク郡北西部の町村（以下、本項では便宜上「町」と記述する）であり、ロタール山地の北東部に当たるウプラント地方に位置する。
ヴィリンゲンの文献上の初出は、1380年に遡る。1974年の地域再編により、現在の地区 (Ortsteil) となっている9つの町村が合併して、現在の自治体の姿となった。ヴィリンゲンは、ウィンタースポーツの町である。毎年ミューレンコプフシャンツェで開催される国際スキー連盟 (FIS) のスキージャンプ・ワールドカップと2007年に建設されたEWF-バイアスロン-アリーナで国際的に知られている。この町の象徴的建造物は、第一次世界大戦の時代に建設され、現在も鉄道橋として利用されている高架橋である。

## 地理

### 位置
ヴィリンゲンは、ヘッセン州の北西部、ロタール山地の北東部に位置する。また、同時にウプラント地方の南西境界を形成している。ヴィリンゲンは、カッセルの西約 60 km に位置している。
中核地区であるヴィリンゲン地区を含む町域西部は、ロタール山地の北東の支脈に位置する。ここでは、ホペッケ川とイッター川が湧出する。両水源は約 400 m 離れており、ノルトライン＝ヴェストファーレン州との州境をなすランゲンベルク (843.1 m)、ミッテルスベルク (801 m)、ヘーゲコプフ (842.9 m)、ミューレンコプフ (825 m)、エッテルスベルク (837.7 m) に取り囲まれている。ランゲンベルクは、海抜 843 m を超える町域の最高地点である。ただし、この山の山頂は町境から約 10 m ほど外側で、ノルトライン＝ヴェストファーレン州に位置している。
ホペッケ川は北に向かって流れ、ヴィリンゲン地区の西の境界部に達する。ここからさらに北に流れたホペッケ川は、その後ブリーロン＝ヴァルト方面へ向かう。ホペッケ川の北西では、ランゲンベルクとホッペルンコプフとの間の山並みが、オルスベルクおよびブリーロンとの境界をなしている。
ホペッケ川のやや南側で湧出したイッター川は、シュトリックの森を抜けて初めは東に向かって流れるが、やがて北に曲がり、シュトリック集落を通る。続いてこの川はヴィリンゲン地区の東境界部を流れる。その東にはイーベルク (720.5 m) やオーレンベルク (702 m) がそびえる。さらに北北東方面に向かい、シュヴァーレフェルトの西をディーメル湖方面へ流れる。ボントキルヒェンの直前でイッター川は町域を離れる。ヴィリンゲンの北側では、ホーエン・アイムベルク (806.1 m) を含む三山の山並みがホペッケ川とイッター川とを隔てている。
イッター川上流域の東側には、ムーゼンベルク (738 m)、ホーエ・ペン (792.7 m)、エンメット (742.5 m)、アウフム・クノル (738.4 m) がそびえている。クノルの東斜面ではディーメル川が湧出し、北に向かって流れる。この川は、約 2 km 後、ウッセルン地区を流れ下る。その後、オスターコプフ (708.5 m) とゼーレ (726 m) の西を通る。その後、流れを東に変え、ヘンミヒハウゼン地区を通り、町域を離れる。
ウッセルン地区の南ではネールダー川が湧出する。この川は町域の東部を西から東に向かって流れるが、何度もその向きを変える。この川は町域を離れるまでにネールダー地区とベーミヒハウゼン地区を流れる。ネールダー川の水源付近は海抜 600 m を超え、東に向かって明らかに傾斜している。町域の南東部のネールダー川の谷は、海抜 401 m で町内の最低地点である。ベーミヒハウゼン地区の北にあるヴェーベルベルクでもその高さは 553.8 ｍに達する。

### 町域の広がりと土地利用
町域は、西のランゲンベルクから東のレーナタールまでは約 15.8 km 、北のツヴェーレンベルクと南のホッパーコプフとの間は約 11 km 以上ある。
全町域面積 80.19 km2 のうち、297 ha が住宅地および空き地、8 ha が産業用地、34 ha が保養地、438 ha が交通用地、2,990 ha が農業用地、4,154 ha が森林、54 ha が水域、その他の土地が 44 ha である。

### 隣接する市町村
ヴィリンゲンは、北はディーメルゼー、東はコルバッハ（ともに北ヘッセンのヴァルデック＝フランケンベルク郡）、南はメーデバッハ、南西はヴィンターベルク、西はオルスベルク、北西はブリーロン（これら4市はいずれもノルトライン＝ヴェストファーレン州ホーホザウアーラント郡）と境を接する。

### 自治体の構成
ヴィリンゲンの町は、以下の地区からなる。
- ベーミヒハウゼン（276人）
- アイメルローデ（463人）
- ヘンミヒハウゼン（99人）
- ネールダー（112人）
- ラットラー（329人）
- シュヴァーレフェルト（600人）
- ウッセルン（1,723人）
- ヴェレリングハウゼン（87人）

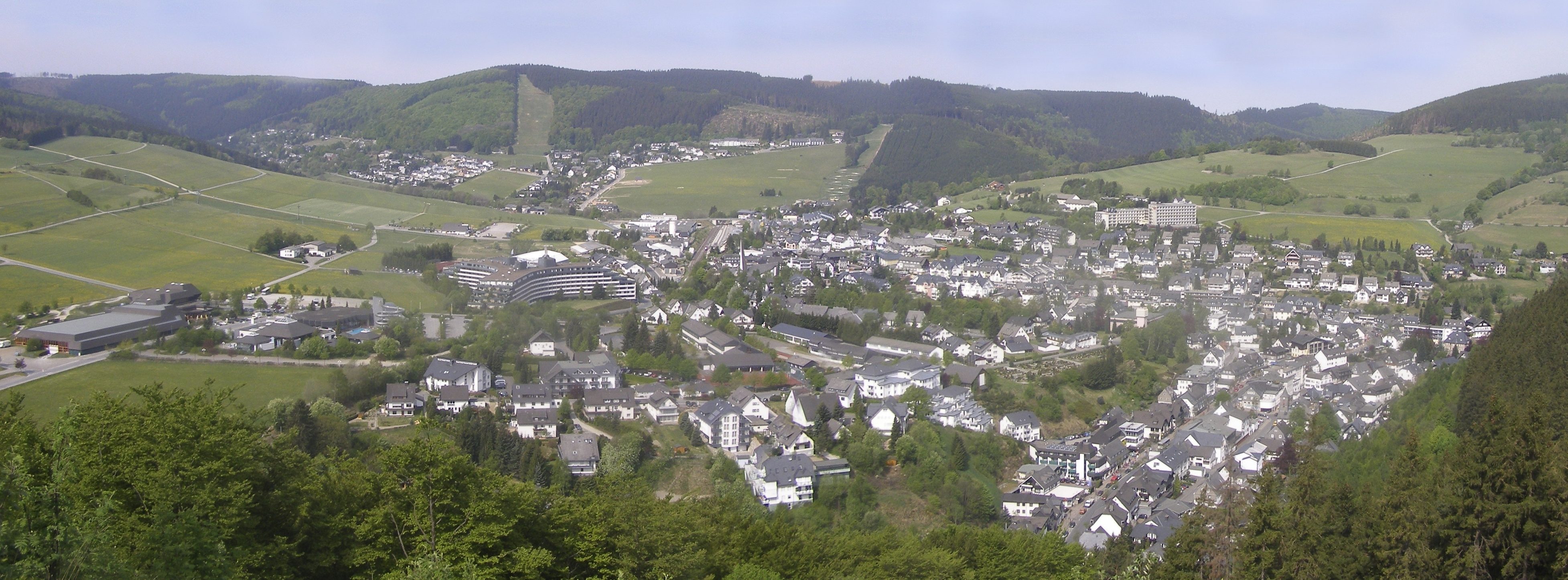
ヴィリンゲンのパノラマ

- ヴィリンゲン（2,462人、ホッペルンとシュトリック集落を含む）

各地区の人口は、ヴィリンゲン町の発表による。

### 気候
ヴィリンゲンは、典型的な中低山地気候である。この気候は、亜大西洋気候と亜大陸気候との移行地域というその位置によって支配されている。その特徴は湿潤で涼しい夏と穏やかな冬にある。年間平均気温は 6.4 ℃、年間平均降水量は 1,225.7 mm、平均日照時間は 3.7 時間/日である。
|               | 1月   | 2月  | 3月   | 4月  | 5月  | 6月   | 7月   | 8月  | 9月  | 10月 | 11月  | 12月  | 年間 | 年間    |
| ------------- | ----- | ---- | ----- | ---- | ---- | ----- | ----- | ---- | ---- | ---- | ----- | ----- | ---- | ------- |
| 平均気温 (℃)  | -1.3  | -1.0 | 1.4   | 4.8  | 9.5  | 12.8  | 14.3  | 13.9 | 11.3 | 7.7  | 2.8   | 0.0   | 平均 | 6.4     |
| 降水量 (mm)   | 122.9 | 84.1 | 105.2 | 92.1 | 98.0 | 104.7 | 109.8 | 94.5 | 83.2 | 87.2 | 112.0 | 132.0 | 合計 | 1,225.7 |
| 日照時間 (hr) | 1.2   | 2.4  | 3.2   | 4.6  | 5.7  | 5.5   | 5.7   | 5.7  | 4.5  | 3.6  | 1.6   | 1.2   | 平均 | 3.7     |

出典: ドイツ気象庁

## 歴史
ヴィリンゲン周辺の村落の起源は、おそらく 1000年頃である。キリスト教化された後の 870年頃にウッセルンに最初の教会が建てられた。おそらく8世紀末から10世紀までの間に建造されたシュヴァーレフェルト近郊シュヴァーレンブルクの大規模な環状土塁施設は、定住地の証でもある。ヴィリンゲンは1380年に初めて文献に記録された。この村は、他のウプラント地方の多くの村と同様、わずかなレーエン農場からなっていた。ウプラントの困難な気象条件はゆっくりとした入植しか許さなかった。このわずかばかりの農場は、最初はパートベルク家に属した。ヴィリンゲンは後にヴァルデック家に属した。
1340年から1470年まで続いた廃村の期間に村は完全に荒廃した。ヴィリンゲンとその他のウプラントの村落の一部は、15世紀から16世紀になってやっとヴァルデック伯の所領となった。シュトリックには、広大な森の狩猟場を保護するための上級営林官の役所が設けられた。その後、新たな建設期が興り、1480年から1620年まで続いた。ウプラントの森の豊かさは、ヴァルデック伯が鉄を製造するための製鉄所や鉄を加工するための鍛錬工場を建造するきっかけとなった。1530年以降、ヴィリンゲンの近郊に鍛錬所が設けられた。ヴィリンゲンには3つから4つの鍛錬所を付属した精錬所があり、8つから10の工場があった。製造されたのは釘やサーベルといった小型の製品で、行商によってオランダ、オーストリア、ポーランドにまで販売された。
三十年戦争でこの村はほぼ完全に破壊された。戦闘行為や深刻なペストの流行により住民の数は約 2/3 まで減少した。村の再建は、七年戦争（1756年 - 1763年）で再び中断された。その後、ヴァルデック伯には80万帝国ターラー以上の負債がのしかかった。
1847年に村を大火が襲い、47軒の家屋が犠牲となった。19世紀に生計を得る機会は極端に制限された。男性住民のほとんどが、毎年、ザウアーラントの行商としてドイツの北や南に出かけていった。彼らは冬の間だけヴィリンゲンに戻ってきた。
1898年に電話が隣村のウッセルンとの間で開通した。1913年の春にはブリーロン・ヴァルトとコルバッハとの間のウプラント鉄道が多くの箇所で着工された。翌年10月1日にブリーロン・ヴァルト - ヴィリンゲン間が開通した。1917年4月1日に最後の郵便場所が運行し、鉄道にその業務を引き継いだ。
1929年までヴィリンゲンはヴァルデック州に属していたが、その廃止に伴いプロイセン州に移された。
第二次世界大戦では、ウプラント鉄道の列車は繰り返し敵の空爆の目標とされた。1944年9月25日に、昼間の列車が銃撃され多くの旅行者や機関士が負傷した。10月24日には低空射撃により14人の死者と数多くの負傷者が出た。1945年3月20日、ヴィリンゲン駅に停車していた28両からなる弾薬を積んだ列車が空襲によって爆発した。周辺のすべての家が損傷を受け、一部は無人となった。破片の一部は遙か西のルール川の谷にまで飛んでいった。1945年3月29日、ヴィリンゲンは南から侵攻してきたアメリカ軍戦車部隊によって戦闘することなく、占領された 。
1942年からこの町はヴァルデック郡に属した（1974年からはヴァルデック＝フランケンベルク郡）。その10年前にヴィリンゲンはルフトクールオルト（空気の清浄な保養地）に指定された。1935年、この町に初めて気象観測所が設けられた。これはハイルクリマティシャー・クールオルト（気象が健康によい保養地）に指定されることを目的としていた。この目的は1957年8月20日に達成され、ハイルクリマティシャー・クールオルトに指定された。
1974年のヘッセン州の第2次地域再編に伴い、ベーミヒハウゼン、アイメルロート、ヘンミヒハウゼン、ネールダー、ラットラー、シュヴァーレフェルト、ヴェレリングハウゼン、およびハイルクリマティシャー・クールオルトのウッセルンとヴィリンゲンが合併して現在の自治体ヴィリンゲンが成立した。
ウプラント鉄道の運行は1999年11月に一時的に停止され、2003年に大規模な近代化がなされて再開された。ヴィリンゲンの高架橋の改修だけでも 900万ユーロが費やされた。

### 人口推移
1867年、首邑のヴィリンゲンには 654 人の住民がいた。この数は、1885年までに 775 人にまで増加し、1905年には 742 人となった。1925年には 1,028 人がこの集落に住んでいた。1939年の人口調査では、1,142 人であった。ウッセルンには、1865年に 695 人、1885年に 726 人、1905年に 754 人であった。1925年には 897 人、1939年に 1,049 人であった。
1990年以降すでに人口は少しずつ減少していった。この地域の他の部分では、こうした人口変化はその10年後になってやっと明らかとなった。ヘッセン州の平均値と比較して、ヴィリンゲンの人口は特に減少が大きかった。若年層の人口が明らかに減少し、高年齢者人口が増加した。2020年にはヴィリンゲン周辺地域の住民の4人に1人が65歳以上になる計算である。ヘッセン州全体のそれは5人に1人である。
2007年12月31日現在の住民は、15歳以下が 807 人 (12.4 %)、15歳から65歳が 4,175 人 (64.2 %)、65歳以上が 1,524 人 (23.4%) であった。女性が 3,334 人 (51 %)、男性が 3,172 人 (49 %) であった。

## 宗教

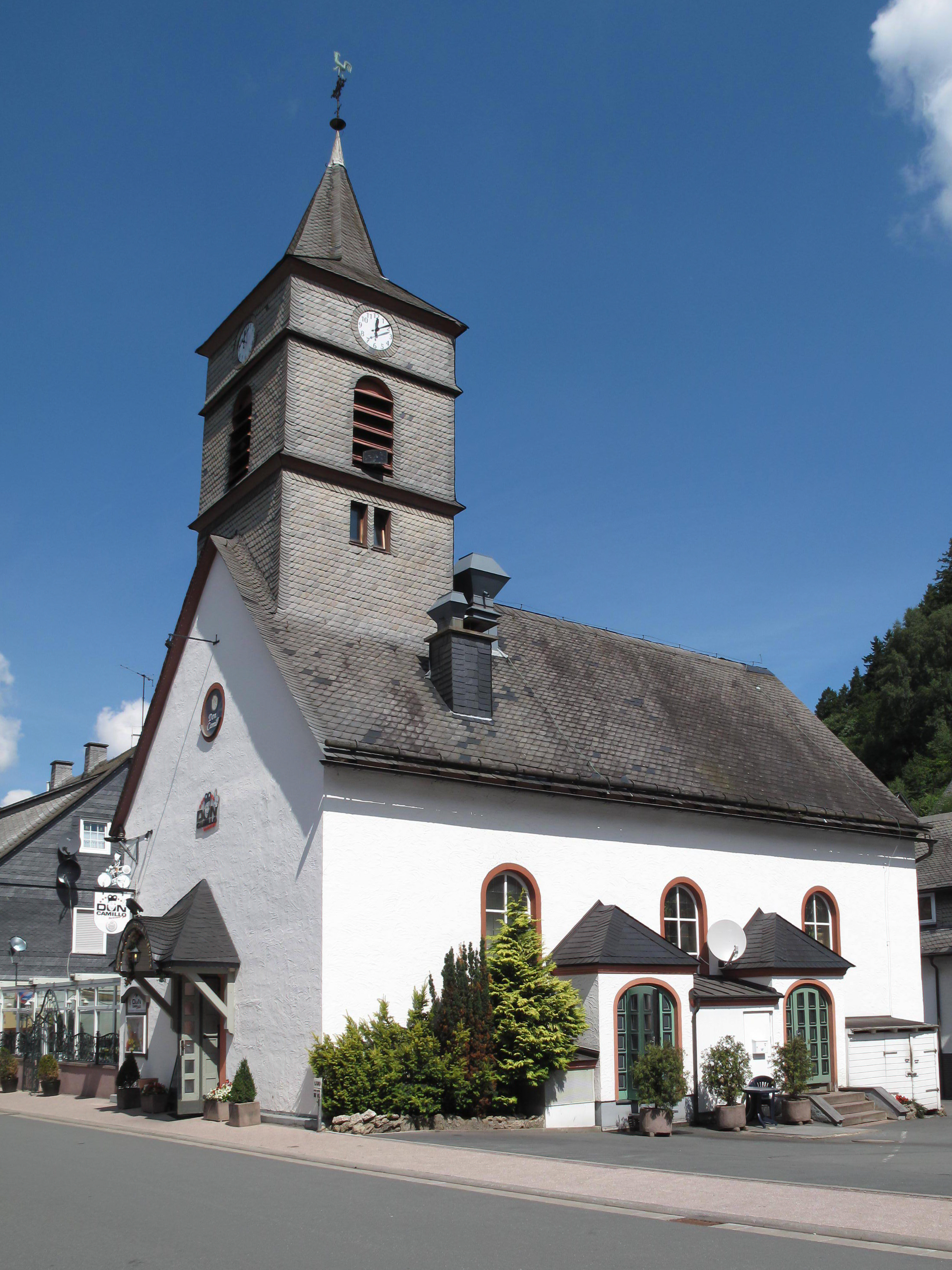
ヴィリンゲンの旧プロテスタント教会

ヴァルデック伯領全域がそうであるようにヴィリンゲンは16世紀にプロテスタント化された。プロテスタント教会は、優勢な宗派となった。カトリック住民の流入は、第二次世界大戦後になって初めて、特にズデーテン地方の難民によって、なされた。両宗派は、教会組織と教会堂を有している。古くてもう使われていないプロテスタント教会は、レストランに転用されている。

## 政治

### 町議会
ヴィリンゲンの町議会は、31議席からなる。

### 連邦議会、州議会
ヴィリンゲンは、ドイツ連邦議会議員選挙ではヴァルデック選挙区、州議会議員選挙ではヴァルデック＝フランケンベルク1区に属す。

## 文化と見所

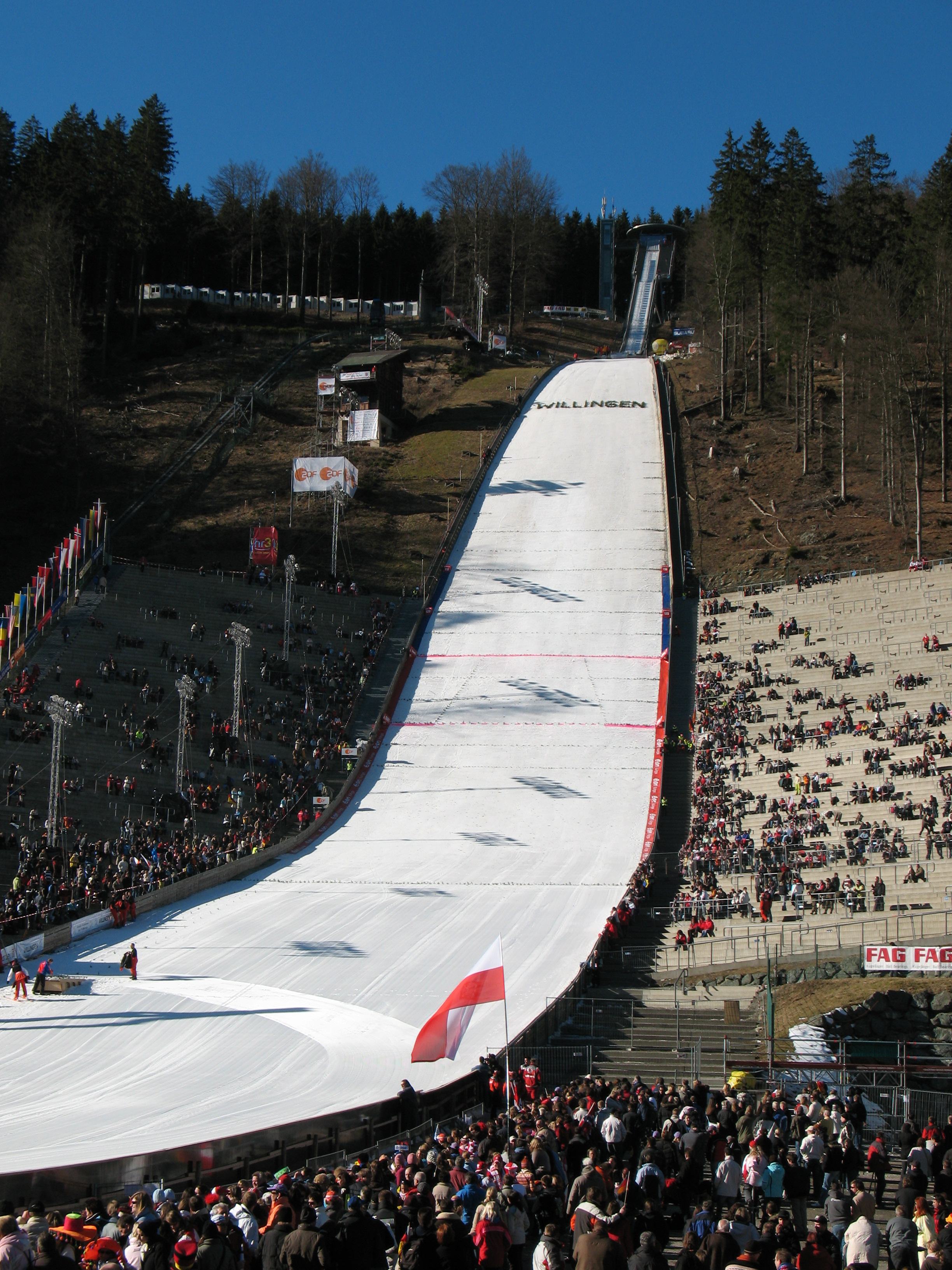
ミューレンコプフシャンツェ

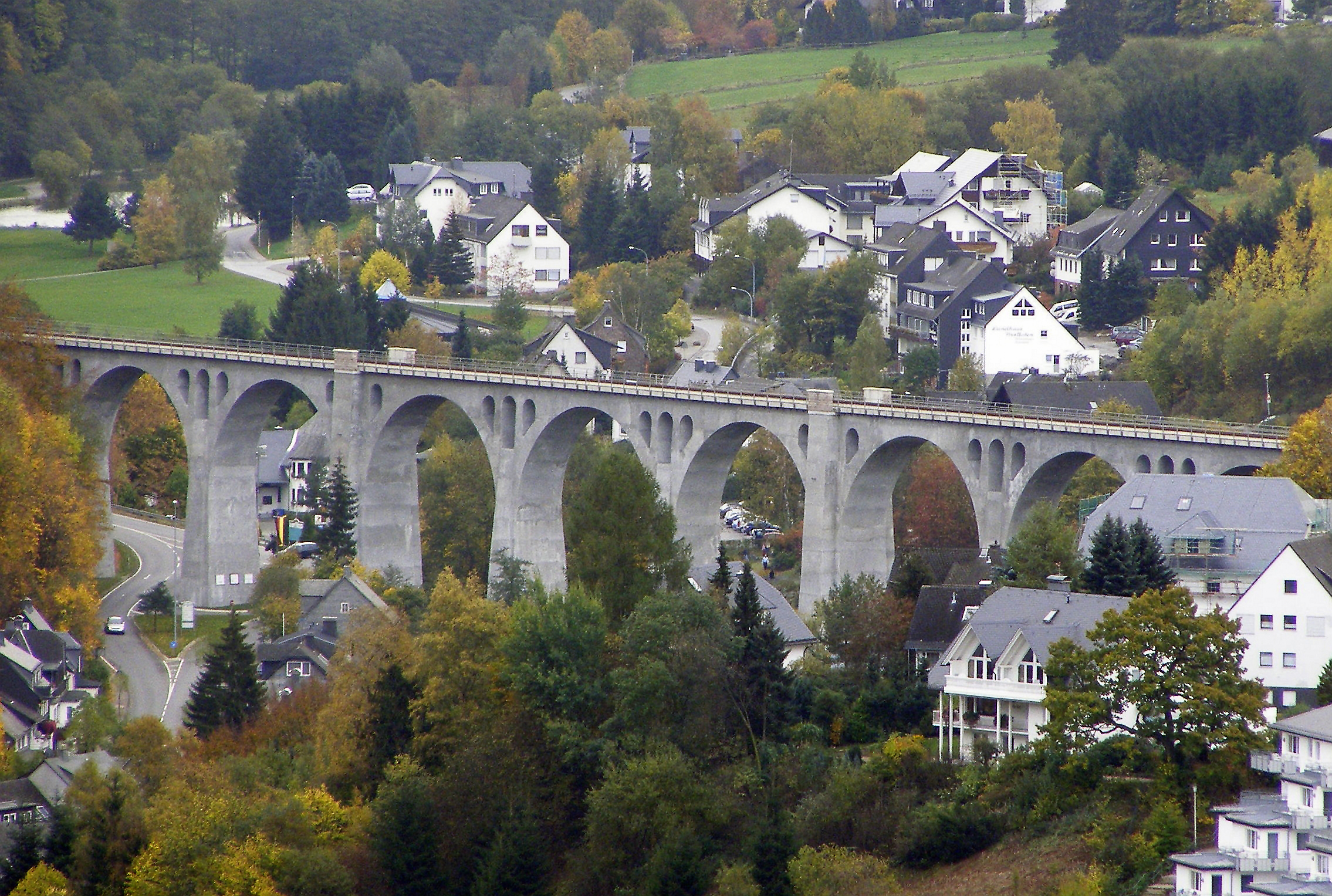
ヴィリンゲン高架橋

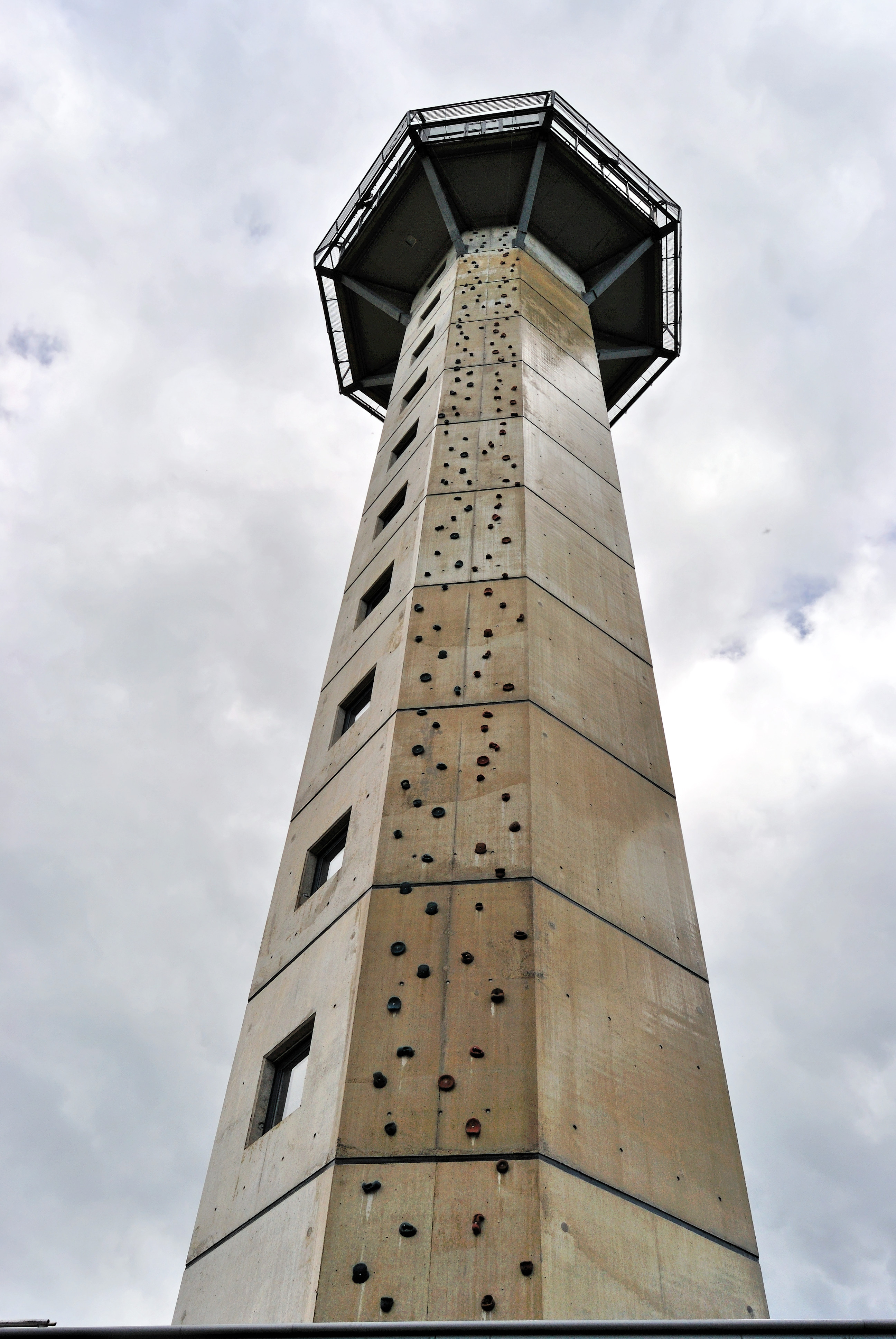
ホーホハイデ塔、壁面が人工のクライミングウォールになっているのが判る

文化行事は、主に「ベズーヒェンツェントルム」（来客センター）で開催される。1993年からアマチュア演劇グループが結成され、2009年からは「テアター・ヴィリンゲン」と称している。
この町の合唱団 MGVコンコルディア1881ヴィリンゲンは、2006年にこのクラブの125年の歴史を回顧した。この合唱団は、純粋な男声合唱団として結成された。混声合唱団としては、2000年から活動している。同じ年にゴスペル合唱団ヴィリンゲンが結成され、2001年11月からは「ザ・ハイランド＝ゴスペルシンガーズ」と名乗っている。2007年に合唱指揮者との共同作業で3枚のCDがリリースされた。ゴスペルシンガーズの他にヴィリンガー・ゴスペル・カルテットがある。
キフホイザー兄弟団とヴィリンガー射撃クラブが1977年に合併してヴィリンゲン射撃協会 e.V. フォーマルス・キフホイザーカメラートシャフト1872 が設立された。シュッツェンブラスカペレ・ヴィリンゲンは、1983年夏にヴィリンゲン射撃協会の下部組織として創設された。

### 博物館
ヴィリンゲンには、観光坑道の「スレート坑クリスティーネ」がある。これは1971年に閉鎖された鉱山を利用したものである。この坑道の一部はガイド付きの見学に利用されている。ここでは発破を掛け、粘板岩の岩塊を運び出し、坑外で加工することによりスレートを生産していたことを紹介している。展示品には、スレートやスレート片の製品の他に、この坑道から採掘された鉱石や化石がある。旧シュパルテンハウス（岩塊をスレート板に加工する作業所）では、どのように手作業で、同様な器具を使って加工作業が行われたかが展示されている。
「ウプレンダー・ミルヒムーゼウム」（ウプラントのミルク博物館）はミルクの歴史と、現代のミルクの利用について展示している。この博物館はウッセルン地区の旧酪農場にある。博物館の一部はインタラクティヴ展示が行われており、見学者は例えば搾乳の練習などができる。ウッセルンの酪農場は1996年に博物館化の計画を受け容れた。2002年にミルヒムーゼウムは開館し、同名の協会によって運営されている。
やはりウッセルンにある「クリオゼウム」には、歴史的なトラクター、乗用車、飛行機が展示されている。この他、この博物館には、人形、木版彫刻、模型船などの一連の展示品がある。これらは「Kitsch, Kunst und Krempel（日用品、芸術、ガラクタ）」のモットーの下に収集されたものである。この博物館はシュレーマー家によって運営されており、コレクションは2008年から展示されている。
「ウッセルン郷土資料室」では、展示品や手工業製品がこの地域の昔の生活を物語っている。この博物館は1982年に開館し、主にウプラントの手工業と家内産業をテーマにしている。この地域のウィンタースポーツや動植物についても紹介している。
ビール醸造所とガラス工場は、その企業内で製品の製造と歴史を紹介している。

### 建造物
ヴィリンゲンには、ラージヒルとして世界最大のミューレンコプフシャンツェがある。このジャンプ台は1951年にオープンし、2000年に拡張され、2006年に全面改装された。K点は 130 m、ヒルサイズは 145 m 、観客収容数 38,000 人である。登攀用小型ロープウェイがブレーキングトラックの脇からスタートタワーの下まで通じている。ミューレンコプフシャンツェでは毎年スキージャンプ・ワールドカップが開催されている。
294 m の長さの峡谷橋であるヴィアドゥクト（高架橋）は1914年から1917年までの間に建設され、現在でもヴァーベルン - ブリーロン＝ヴァルト間の鉄道路線に利用されている。この橋の構造は、峡谷からの最高地点が 31 m のアーチ橋である。1999年、この路線はヴィンリンゲン高架橋の損傷により運休しなければならなくなった。この橋の表面は気象条件によりボロボロになっており、カッセルのエンジニア・ビューロは新たな修復方針を策定した。この修復により、2004年にこの鉄道路線は運行を再開した。
ロタール山地の眺望が楽しめるエッテルスベルクのホーホハイデ塔は2002年にオープンした。この塔の海抜 875 m の展望台は、ザウアーラントで最も高い位置にある。その側面にはヨーロッパ最大の人工のクライミングウォールが造られている。八角形の底面を持つこの塔へはエッテルスベルク・ロープウェイで行くことができる。
シュヴァーレフェルト集落の北にあるヘーゲベルク（山）には、8世紀から10世紀までの間、シュヴァーレンブルク城があった。1537年の土地台帳にはヴァルブルク「Borgh zu Schwalefeld」と記録されている。この要塞集落は直径 300 m、広さは約 6 ha であった。現在も崩れ落ちた土塁や門の跡を見ることができる。
ハインリヒ・フォーゲラーは、1908年に友人の医師のために夏の別荘（「シュトリックハウス」）を設計した。その内部はユーゲント・シュティール様式で設計されていた。彼自身も何度かここに滞在した。この建物は、一部増改築を受けてホテルに改造された。

### 公園
ヴィリンゲンの中心には、小さな池を持つヴィンガー・クールパークがある。クールパークの中央にはクールガルテンハレがあり、様々な催しに利用されている。

### 自然
町の全域が、ディーメルゼー自然公園の南西に位置している。
ヴィリンゲン高地にはホーホハイデ（高地にある草地、高い木がなくヒースなどの草が生えている）がある。この地の植物の繁茂は最後の氷期にまで遡る。当時はヴァイリンゲン地域はツンドラに属していた。ホーホハイデでは、谷間とは異なり、その後何世紀もわたって森が生育することなく、エリカを含む伝統的な荒れ地が遺されている。こうしたホーホハイデは、エッテルスベルク、オスターコプフ、カーレ・ペンの山頂付近や、ノイアー・ハーゲンで見られる。これらの地域の大部分（およびその他の地域も含む）は自然保護地区に指定されている。

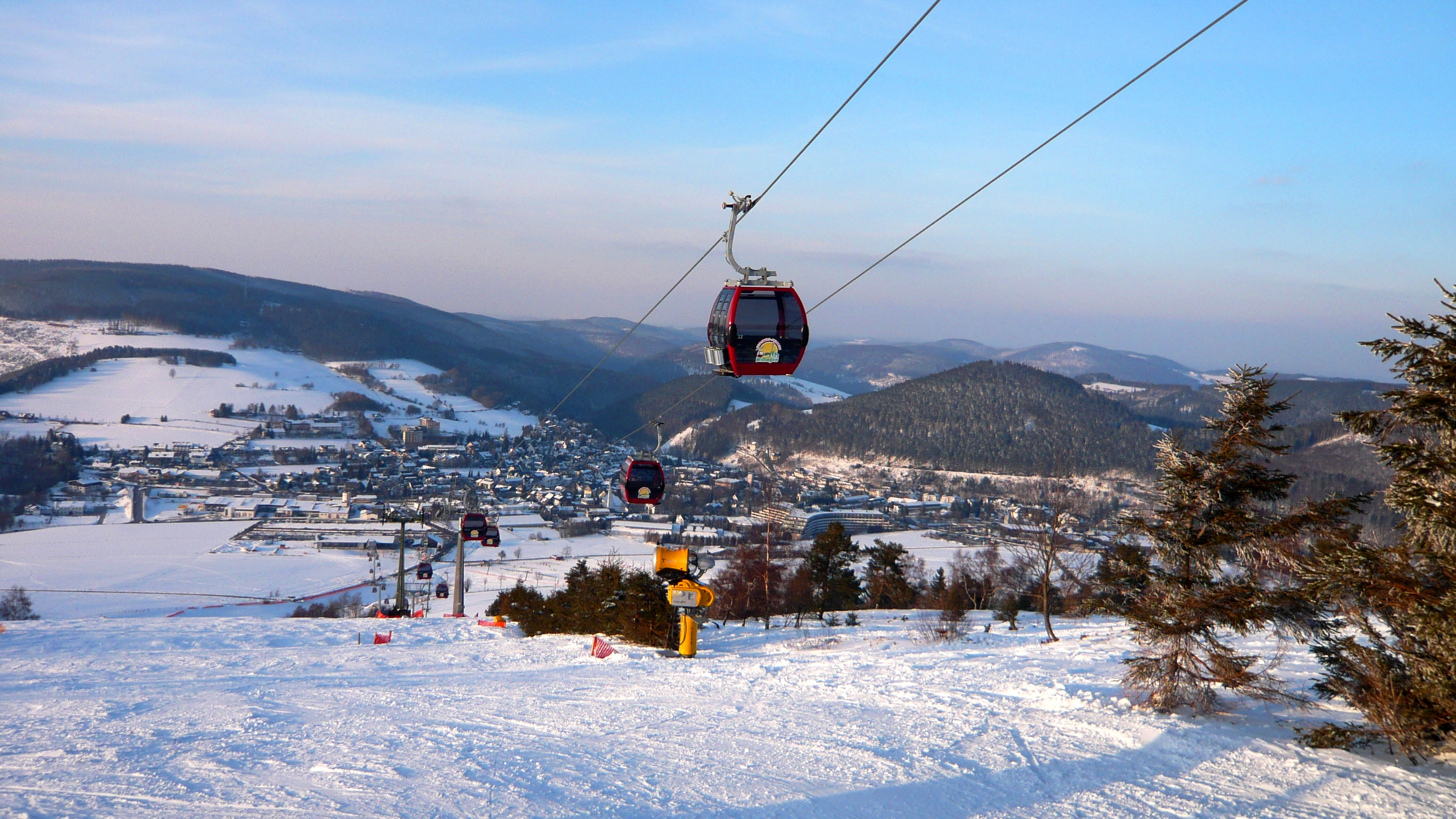
ヴィリンゲン・スキー場とエッテルスベルク・ロープウェイ

### スポーツ
ヴィリンゲン・スキー場は、様々な資本が運営するロープウェイやリフトの連合体である。この連合には、2007年に開通した8人乗りロープウェイのエッテルスベルク・ロープウェイも参加している。このロープウェイは、1971年に建設された2人乗りチェアリフトに置き換える形で運用が始まった。谷駅は海抜 596 m、山駅は海抜 831 m で、標高差 235 m、全長 1,350 mである。エッテルスベルク・ロープウェイは、ロタール山地唯一のキャビン型ロープウェイであり、標高差 235 m は、ロタール山地のリフトおよびロープウェイで最大のものである。2008年/2009年のウィンターシーズンからホーホハイデ塔もこの連合に加わった。
2008年/2009年のウィンターシーズン以降、ヴィリンゲン・スキー場には、7 km の滑走コースがあり、ほぼ全域が人工雪の降雪が可能となっている。2007年以降エッテルスベルクの 2 ha の森が拓かれ、ホーホハイデ塔の近くに 52,000 m3 の貯蔵池が設けられた。ここから2基のポンプステーションから 50 箇所の人工降雪機の接続ポイントに8 km の配管が通されている。
ヴィリンゲンにはウィンタースポーツの他に、それ以外のスポーツも行われている。サッカーの SC ヴィリンゲンは、1995年/1996年シーズンにオーバーリーガ・ヘッセンでプレイし、現在（2011年/2012年）はフェアバンツリーガでプレイしている。

### 年中行事
ヴィリンゲン最大のイベントは、毎年ミューレンコプフシャンツェで開始される FIS スキージャンプ・ワールドカップである（3日間で10万人近い観戦客を集める）。これによりヴィリンゲンはスキージャンプではメディアに最もよく登場するワールドカップ開催地に何度も選ばれている。また、エッテルスベルクで毎年開催されるマウンテンバイクの大会であるバイク・フェスティバル・ヴィリンゲンを、2005年には約 35,000 人が観戦した。この町の周囲には、バイク・アリーナ・ザウアーラントのコースが整備されている。

### 名物料理・食材
市内には、ザウアーラント料理やウプラント料理の店が何軒かある。ヴィリンゲンの名物料理には、地元の豚のメットヴルスト（脂肪分の少ない挽肉で作るソーセージ）である「ハーベルメッガー」、スキシュプリンガー・サラミ、ヴィリンガー・クリスティーネン・シュトレンがある。飲み物には、地ビールのヴィリンガー・ラントビール、ヴィリンガー・ピルスナー、ヴィリンガー・ヘーフェヴァイツェンがある。

## 経済と社会資本

### 観光業
この町は、主に観光業で成り立っている。最初の保養客、すなわち避暑客は、1895年頃からヴィリンゲンを訪れるようになった。数年後の1900年から1910年までの間に最初のホテルが開業した。スキー客は1906年からこの町を訪れ始めた。交通連盟が創設されたのは、この町が鉄道網で結ばれた7年後の1924年であった。1934年にヴィリンゲンはルフトクールオルト（空気の清浄な保養地）に指定された。1938年/1939年にアクティオーン・ウプラントツィンマーの一助として、客室に対する州の助成が行われた。第二次世界大戦中、客室は、産室として使われることとなったが、疎開者達がその目的をはずれて滞在した。1948年から観光業は継続的に上向いて行った。1950年以後はほぼすべての部屋に給水が行き届いた。同じ頃、公共および私設の観光インフラが整備されていった。1950年代には、12のホテル合わせて 1,500床と、127軒のペンションがあった。年間延べ滞在数は、365,000泊を数えた。
2006年には、宿泊業者の数は約 400軒、約1万人のゲストを受け容れ可能にまで増加した。年間延べ滞在数は120万泊に達した。2年後の延べ滞在数は、936,346泊に減少した。これは、北ヘッセンの他の行楽地も同様で、バート・ヴィルドゥンゲンだけが、より高い延べ滞在数を記録した。ヴィリンゲンは、観光の充実度に関してヘッセン州のトップに位置し、ドイツ全体でも宿泊数の多いハイルクリマティシャー・クアオルト（気候の良い保養地）のトップ5に入る。観光業が牽引し、この町の観光業への就労者比率は 76.14 % である。
また、ヴィルト・ウント・フライツァイトパークもある。ここには、柵で囲われた鳥獣区があり、猛禽類も飼育されている。また恐竜パークには恐竜の模型が展示されており、26のメルヘンをテーマとしたメルヘンの森もある。
ハイキング客もヴィリンゲンには重要である。このために、全長 64 km の遊歩道ウプラントシュタイクが整備されている。この遊歩道は、ヴィリンゲン周辺のすべての集落を通っている。ウプラントシュタイクの成功と人気は、2009年に第109回ドイツ・ヴァンダーターク（ハイキングの日）が開催される要因の一つとなった。

### 交通
ヴィリンゲンは、コルバッハからブリーロン＝ヴァルトへ行くウプラント鉄道が通過しており、ヴィリンゲンとウッセルンに駅がある。またこの他にミューレンコプフシャンツェでのイベント時にのみ営業するシュトリック駅がある。道路はカッセルとブリーロンを結ぶ連邦道 B251号線、ヴィリンゲンからヘッセン州の北東部に位置するヴァンフリートへ向かうヘッセン自転車道 R5号線に面している。

### 教育
ウッセルン地区には基礎課程学校が1校ある。首邑部には、共同型総合学校のウプラントシューレがあり、基礎課程・本課程・実科学校で上級学年を含むギムナジウム課程を備えている。この学校は、ノルディックスキー競技のスポーツセンターとしての役割をも担っている。ウプラントシューレは、1946年にヴィリンゲン上級私立学校として設立された。1957年から1959年に数学と自然科学のギムナジウムとしての全課程を備えるようになった。2004年からは、本課程・実科学校課程とギムナジウム課程が独立した学校として運営されている。

## 人物

### 出身者
- インガ・シュナイダー（1968年 - ）女子バイアスロン選手

### ゆかりの人物
- ヨーヒェン・ベーレ（1960年 - ）クロスカントリースキーの選手でドイツ代表チーム指導者。シュヴァーレフェルトに住み、SCヴィリンゲンでそのキャリアをスタートした。
- ペトラ・ベーレ（1969年 - ）女子バイアスロン選手。1998年長野オリンピックのリレー代表チームに参加し、優勝した。SCヴィリンゲンでそのキャリアをスタートした。
- アンナ・ヘーフェレ（1989年 - ）女子スキージャンプ選手。SCヴィリンゲンでそのキャリアをスタートした。

## 引用
1. ↑  Hessisches Statistisches Landesamt: Bevölkerung in Hessen am 31.12.2023 (Landkreise, kreisfreie Städte und Gemeinden, Einwohnerzahlen auf Grundlage des Zensus 2011)]
2. ↑  1:25,000 地形図
3. ↑  ヘッセン州統計局:Statistische Regionaldaten über hessische Regionen mit Daten einzelner Gemeinden (Vergleichszahlen zum Landkreis und zum Land)[リンク切れ] Abruf am 8. Januar 2010 (Flächennutzung 2005).
4. ↑  Gemeinde Willingen (Upland): 「基本条例」（2012年2月25日 閲覧）
5. ↑  Gemeinde Willingen (Upland): 「統計値」 2010年1月15日現在（2012年2月18日 閲覧）
6. ↑  （ドイツ各地の1961年から1990年の平均気象データのダウンロードが可能）
7. ↑  Willingen.de – Die Ursprünge der Uplanddörfer（2012年2月25日 閲覧）
8. ↑  Willingen.de – Geschichte（2012年2月19日 閲覧）
9. ↑  L. Curtze: Geschichte und Beschreibung des Fürstentums Waldeck. Arolsen, 1850 p. 644
10. ↑  Aus der Geschichte der Uplandbahn – 90-jähriges Eisenbahnjubiläum in Willingen (PDF)（2012年2月25日 閲覧）
11. ↑  Ettelsberg-Post: Aus der Geschichte der Uplandbahn, pp. 22 - , Nr. 565, Oktober/November 2007
12. ↑  Willi Mues: Der große Kessel. Eine Dokumentation über das Ende des Zweiten Weltkrieges zwischen Lippe und Ruhr/Sieg und Lenne. Erwitte 1984. p. 64
13. ↑  "50 Jahre Heilklimatischer Kurort Willingen" (PDF)（2012年2月25日 閲覧）
14. ↑  Wilhelm Benkert: Wirtschaftsgeographische Verhältnisse, Volksdichte und Siedlungskunde der Ederkopf-Winterberger-Plattform. Diss. Marburg, 1911 p. 78, verwaltungsgeschichte.de（2012年2月20日 閲覧）
15. ↑  "Region Naturpark Diemelsee – regionales Entwicklungskonzept" (PDF)（2012年2月21日 閲覧）
16. ↑  ヘッセン州統計局: Statistische Regionaldaten über hessische Regionen mit Daten einzelner Gemeinden (Gemeindestatistik Ausgabe 2008 – Bevölkerungsstruktur zum 31. Dezember 2007)[リンク切れ]（2012年2月21日 閲覧）
17. ↑  Pasta aus der Sakristei（2012年2月19日 閲覧）
18. ↑  2011年3月27日の町議会議員選挙結果（hsl.de、2012年2月21日 閲覧）
19. ↑  Wahlen auf der Internetpräsent der Gemeinde Willingen（ヴィリンゲン町のウェブサイト「選挙」の項、2012年2月21日 閲覧）
20. ↑  Amateurtheatergruppe Willingen (Upland)（2012年2月21日 閲覧）
21. ↑  MGV Concordia 1881 Willingen（2012年2月21日 閲覧）
22. ↑  Highland-Gospelsingers（2012年2月21日 閲覧）
23. ↑  Schützenblaskapelle Willingen（2012年2月21日 閲覧）
24. ↑  ヘッセン博物館・美術館協会: Museen in Hessen（2012年2月23日 閲覧）
25. ↑  Upländer Milch-Muhseums のウェブサイト（2012年2月23日 閲覧）
26. ↑  Curioseums のウェブサイト
27. ↑  Geschichte und Kultur des Uplandes（2012年2月25日 閲覧）
28. ↑  Brauereibesichtigung（2012年2月25日 閲覧）
29. ↑  Was wird geboten?（2012年2月25日 閲覧）
30. ↑  ジャンプ台情報: ミューレンコプフシャンツェ
31. ↑  “Results”.  FIS. 2016年1月29日閲覧。
32. ↑  Structurae: Willinger Viadukt（2012年2月24日 閲覧）
33. ↑  北ヘッセン交通連盟: „Wiedereröffnung der Bahnstrecke Korbach–Willingen“, 2003年12月16日付け記事（2012年2月24日 閲覧）
34. ↑  ディーメルゼー自然公園（2012年2月24日 閲覧）
35. ↑  ヴィリンゲン・ツーリスト・インフォメーション: ホーホハイデ（2012年2月25日 閲覧）
36. ↑  NABU: 「ヴァルデック＝フランケンベルクの自然保護区」（2012年2月25日 閲覧）
37. ↑  Skigebiet Willingen（2012年2月25日 閲覧）
38. ↑  Oberliga Hessen 1995/96（2012年2月25日 閲覧）
39. ↑  SKIJUMPING.de（2011年4月25日付け）: Skispringen: Willingen medienfreundlichster Weltcup-Ort（2012年2月25日 閲覧）
40. ↑  カッセル商工会: Gestern und Heute: Tourismus in Willingen (Upland). „Tourismus in Willingen“ – die Kommune. Thomas Trachte, November 2006. （2012年2月25日 閲覧）
41. ↑  カッセル商工会: Standortpolitik (28. Dezember 2009) – Attraktive Region: 7,5 Millionen Gäste übernachteten 2008 in Nordhessen und Marburg. （2012年2月25日 閲覧）
42. ↑  Region Naturpark Diemelsee. Entwicklungskonzept Kurzfassung. S.94 rek_region_naturpark_diemelsee_kurzfassung (PDF)（2012年2月25日 閲覧）
43. ↑  Wildpark Willingen
44. ↑  ウプラントシュタイクのウェブサイト（2012年2月25日 閲覧）
45. ↑  ウプラントシューレのインターネットサイト（2012年2月25日 閲覧）
46. ↑  Bildungsserver Hessen: „Korbach: Alle wollen die Gesamtschule“（2012年2月25日 閲覧）
47. ↑  Uplandschule: Erstes Abitur vor 50 Jahren（2012年2月25日 閲覧）